# 三崎亜記
三崎 亜記（みさき あき、1970年8月 - ）は日本の小説家。福岡県久留米市在住。熊本大学文学部史学科卒業。男性。
久留米市役所在職中（1998年）にパソコンを買ったことを切っ掛けに執筆した「となり町戦争」が第17回小説すばる新人賞を2004年に受賞し作家デビュー。第3作「失われた町」を2006年に刊行した後に市役所を辞し専業作家になる。風刺的な不条理小説を叙情的なファンタジーとして描く手法を得意とする。

## 文学賞受賞・候補
- 2004年 - 『となり町戦争』で第17回小説すばる新人賞受賞、第18回三島由紀夫賞候補、第133回直木賞候補。
- 2006年 - 「バスジャック」で第59回日本推理作家協会賞短編部門候補。
- 2006年 - 『失われた町』で第136回直木賞候補、第28回日本SF大賞候補、第4回本屋大賞9位。
- 2008年 - 『鼓笛隊の襲来』で139回直木賞候補。

## 著書

### コロヨシ！！シリーズ
- コロヨシ!!（2010年2月 角川書店 / 2011年12月 角川文庫）
- 決起! コロヨシ!! 2（2012年1月 角川書店）
  - 【分冊・改題】決起! コロヨシ!! 2 / 終舞! コロヨシ!! 3（2015年2月 角川文庫）

### その他の小説
- となり町戦争（2005年1月 集英社 / 2006年12月 集英社文庫）
- バスジャック（2005年11月 集英社 / 2008年11月 集英社文庫）
  - 収録作品：二階扉をつけてください / しあわせな光 / 二人の記憶 / バスジャック / 雨降る夜に / 動物園 / 送りの夏
- 失われた町（2006年11月 集英社 / 2009年11月 集英社文庫）
- 鼓笛隊の襲来（2008年3月 光文社 / 2011年2月 集英社文庫）
  - 収録作品：鼓笛隊の襲来 / 彼女の痕跡展 / 覆面社員 / 象さんすべり台のある街 / 突起型選択装置（ボタン）/ 「欠陥」住宅 / 遠距離・恋愛 / 校庭 / 同じ夜空を見上げて
- 廃墟建築士（2009年1月 集英社 / 2012年9月 集英社文庫）
  - 収録作品：七階闘争 / 廃墟建築士 / 図書館 / 蔵守
- 刻まれない明日（2009年7月 祥伝社 / 2013年3月 祥伝社文庫） - 『失われた町』の姉妹編
- 海に沈んだ町（2011年1月 朝日新聞出版 / 2014年2月 朝日文庫）
  - 収録作品：遊園地の幽霊 / 海に沈んだ町 / 団地船 / 四時八分 / 彼の影 / ペア / 橋 / 巣箱 / ニュータウン
- 逆回りのお散歩（2012年11月 集英社 / 2015年11月 集英社文庫）
  - 収録作品 ：逆回りのお散歩 / 戦争研修（となり町戦争のスピンオフ短編）
- 玉磨き（2013年2月 幻冬舎 / 2016年6月 幻冬舎文庫）
  - 収録作品：玉磨き / 只見通観株式会社 / 古川世代 / ガミ追い / 分業 / 新坂町商店街組合
- ターミナルタウン（2014年1月 文藝春秋 / 2016年10月 文春文庫）
- 手のひらの幻獣（2015年3月 集英社 / 2018年3月 集英社文庫）
  - 収録作品：研究所 / 遊園地
- ニセモノの妻（2016年4月 新潮社 / 2019年1月 新潮文庫）
  - 収録作品：終の筈の住処 / ニセモノの妻 / 坂 / 断層
- メビウス・ファクトリー（2016年8月 集英社）
- チェーン・ピープル（2017年4月 幻冬舎 / 2019年10月 幻冬舎文庫）
  - 収録作品：正義の味方 / 似叙伝 / チェーン・ピープル / ナナツコク / ぬまっチ / 応援
- 30センチの冒険（2018年10月 文藝春秋 / 2021年9月 文春文庫）
- 作りかけの明日（2018年12月 祥伝社） - 『刻まれない明日』の前日譚
- 博多さっぱそうらん記（2021年11月 KADOKAWA）
- 名もなき本棚（2022年7月 集英社文庫）
  - 収録作品：日記帳 / 部品 / 待合室 / ライブカメラ / 確認済飛行物体 / きこえる / 闇 / スノードーム / 私 / 名もなき本棚 / 回収 / ゴール / 妻の一割 / 街の記憶 / 緊急自爆装置 / 流出 / 公園 / 管理人 / The Book Day

### エッセイ
- ミサキア記のタダシガ記（2013年6月 角川書店）

### アンソロジー
「」内が三崎亜記の作品
- 推理小説年鑑 ザ・ベストミステリーズ2006（2006年7月 講談社）「バスジャック」
  - 【分冊・改題】セブンミステリーズ（2009年4月 講談社文庫）
- 短篇ベストコレクション 現代の小説2006（2006年6月 徳間文庫）「戦争体験館」
- 嘘つき。 やさしい嘘十話（2006年9月 MF文庫ダ・ヴィンチ）「あの空の向こうに」
- 短篇ベストコレクション 現代の小説2007（2007年6月 徳間文庫）「「欠陥」住宅」
- オトナの片思い（2007年8月 角川春樹事務所 / 2009年5月 ハルキ文庫）「Enak!」
- 本からはじまる物語（2007年12月 メディアパル / 2022年3月 角川文庫）「The Book Day」
- きみが見つける物語 不思議な話編（2010年1月 角川文庫）「動物園」
- スタートライン 始まりをめぐる19の物語（2010年4月 幻冬舎文庫）「街の記憶」
- 量子回廊 年刊日本SF傑作選（2010年7月 創元SF文庫）「確認済飛行物体」
- 逃げゆく物語の話 ゼロ年代日本SFベスト集成〈F〉（2010年10月 創元SF文庫）「彼女の痕跡展」
- 不思議の扉 ありえない恋（2011年2月 角川文庫）「スノードーム」
- 短篇ベストコレクション 現代の小説2011（2011年6月 徳間文庫）「闇」
- 短篇ベストコレクション 現代の小説2012（2012年6月 徳間文庫）「私」
- 短篇ベストコレクション 現代の小説2013（2013年6月 徳間文庫）「妻の一割」
- 折り紙衛星の伝説 年刊日本SF傑作選（2015年6月  創元SF文庫）「緊急自爆装置」
- 短篇ベストコレクション 現代の小説2017（2017年6月 徳間文庫）「流出」
- 短篇ベストコレクション 現代の小説2018（2018年6月 徳間文庫）「公園」

### 雑誌掲載
- 奇想 明日のシナリオ（祥伝社 小説NON 2014年3月号）

## メディア・ミックス
映画
- となり町戦争（2007年2月3日公開、配給：角川映画、監督：渡辺謙作、主演：江口洋介）

舞台
- となり町戦争（2007年5月8日 - 5月13日、ザムザ阿佐谷、プロデュース：ケンジ中尾）
- 送りの夏（2023年3月17日-3月21日、すみだパークシアター倉、東京演劇アンサンブル公演　脚本：西上寛樹　演出：三木元太）

ラジオ
- 逆回りのお散歩（2013年12月14日、NHK FM〈FMシアター〉、出演：松尾れい子・水橋研二 ほか）